# Lazy (Lázně Kynžvart)
Lazy (németül: Perlsberg) Lázně Kynžvart településrésze Csehországban a Karlovy Vary-i kerület Chebi járásában. A 2001-es népszámlálási adatok szerint 23 lakóháza és 22 lakosa van.

## Története
Első írásos említése 1785-ből származik. Közigazgatásilag 1950-ben csatolták Lázně Kynžvart városához.

## Nevezetessége
- Határát két és fél évszázados bükkfa díszíti. A fa törzsének kerülete 588 cm, koronájának átmérője 21 m, magassága 22 m. 1995 óta védelem alatt áll.